# Nikolaos Andrikopulos
Nikolaos Andrikopulos (gr. Νικόλαος Ανδρικόπουλος, ur. 17 kwietnia 1997) – grecki lekkoatleta specjalizujący się w trójskoku, medalista halowych mistrzostw Europy w 2023.
Zdobył srebrny medal w trójskoku na halowych mistrzostwach Europy w 2023 w Stambule, przegrywając jedynie z Pedro Pichardo z Portugalii, a wyprzedzając Maxa Heßa z Niemiec.
Zwyciężył w mistrzostwach krajów bałkańskich w tej konkurencji w 2021 i 2022.
Był mistrzem Grecji w trójskoku w 2021.

## Osiągnięcia
| Rok  | Impreza                        | Miejsce   | Pozycja      | Wynik |
| ---- | ------------------------------ | --------- | ------------ | ----- |
| 2016 | Mistrzostwa świata juniorów    | Bydgoszcz | kwalifikacje | NM    |
| 2019 | Młodzieżowe mistrzostwa Europy | Gävle     | kwalifikacje | 15,63 |
| 2021 | Halowe mistrzostwa Europy      | Toruń     | kwalifikacje | 15,61 |
| 2022 | Halowe mistrzostwa świata      | Belgrad   | 12. miejsce  | 16,05 |
| 2022 | Mistrzostwa Europy             | Monachium | kwalifikacje | 15,39 |
| 2023 | Halowe mistrzostwa Europy      | Stambuł   | 2. miejsce   | 16,58 |
| 2023 | Mistrzostwa Świata             | Budapeszt | kwalifikacje | 15,77 |

## Rekordy życiowe
- trójskok – 16,73 m (21 czerwca 2021, Smederevo)
- trójskok (hala) – 16,58 m (3 marca 2023, Stambuł)